# Håkan Winberg
Sven Håkan Winberg (* 30. Juli 1931 in Ånge; † 22. April 2022 in Sundsvall) war ein schwedischer Jurist und Politiker.

## Werdegang
Winberg studierte Rechtswissenschaft an der Universität Uppsala und legte 1959 das Kandidatenexamen ab. Ab 1963 war er am Hovrätt för Nedre Norrland tätig, wo er 1976 zum Hovrättsråd ernannt wurde. Ab 1971 saß er als Abgeordneter für die Moderata samlingspartiet im Reichstag, 1979 wurde er unter Ministerpräsident Thorbjörn Fälldin zum Justizminister berufen. Bis 1981 blieb er im Amt, nach dem Austritt der Moderata samlingspartiet aus der Regierung übernahm Carl Axel Petri die Nachfolge. Zeitweise saß er als Parlamentarier auch im Nordischen Rat. Nach dem Ausscheiden aus dem Parlament 1982 war Winberg bis zu seiner Pensionierung im Jahr 1998 Vorsitzender am Hovrätten för Nedre Norrland.
Winberg schrieb Artikel unter anderem für das Svenska Dagbladet. Er war ab 1957 mit der Anwältin Ulla Greta Petersson verheiratet.